# Дигитални угљеник
Дигитални угљеник (енгл. Altered Carbon) је научно фантастичан сајберпанк роман који је написао Ричард Морган. Мада је прво издање објављено још 2001 у Уједињеном Краљевству, у Србији се појавило тек маја 2013 у издању издавачке куће Лагуне. Књига је добитиник награда Артур Кларк, Филип К. Дик и Џон Кембел.
Радња је смештена око пет стотина година у будућности у свемиру у коме протекторат Уједињених нација надгледа више екстрасоларних планета које насељавају људска бића, главни јунак је Такеши Ковач, бивши изасланик Уједињених нација и родом је из Света Харлан, планете коју насељавају јапански и источноевропски насељеници.

## Заплет
У роману, свет је дистопијско друштво у коме људске личности могу да се дигитално чувају и учитавају у нова тела, у такозваним „кошуљицама“. Већина људи има „спремнике“ у кичменој мождини, у које се складишти њихов ум. Чак и када тело умре, „спремник“ се чува неограничено.
Мада већина људи може себи да приушти да буде поново „учитана“, али ипак нису у стању да се довољно брзо привикну на своје „ново тело“, те немају снаге да пролазе кроз цео процес старења, сваки пут после смрти, тако да већина успева да се поново учита највише једном или два пута. Мада на тај начин људи могу да живе вечно, већина се не одлучује на поновно учитавање, док католици верују да њихова душа одлази на небо и сматрају да не могу да буду поново учитане, немају спремнике, због чега су лака мета убица, пошто после убиства сведок не може поново да се учита. Они који се одлучују да живе вечно, добијају назив Мет, по библијској личности Метузалему. Веома богати људи, имају и могућност да чувају копије својих умова у удаљенин складиштима, која се редовно ажурирају, што осигурава њихов опстанак, чак и у случају када њихов „спремник“ бива уништен.
У прологу романа, Такеши Ковач, који се чувао у дигиталном облику, бива учитан у „кошуљицу“ бившег полицајца Беј Ситија (некада Сан Франциско), а читава радња се одвија кроз његову нарацију. Ковач је бивши изасланик, војних јединица формираних да се изборе у међузвезданом рату. Путовање брже од светлости је могуће само помоћу слања дигиталних података између међузвезданих центара, у којима се врше учитавања у нове „кошуљице“. Транспорт војника на овај начин озбиљно нарушава њихову ефикасност, јер морају да се снађу у новим телом и у непознатом окружењу. Војници се тренирају разним менталним техникама, које помажу да преживе. У свом новом телу Ковач је растрзан сећањима на ранија „учитавањима“, када је учествовао у бици на планети Схарја, као и војним операцијама на планети Иненин, где је читав корпус претрпео велике губитке, пошто што су њихови „спремници“ били заражени смртоносним вирусом, „равлингом 4851“.
Лауренс Бенкрофт, Мет, који је претходно извршио самоубиство и чије „спремник“ уништен, бива „учитан“ поново из резервне копије, која је последњи пут ажурирана 48 сати раније, тако да се не сећа ничега што се догодило у последња два дана. Уверен да он није починио убиство, већ да је убијен, ангажује Такеши Ковача да истражи његову смрт. Ковач успева да реши мистерију, али после великих изазова које успева да поднесе само захваљујући специјалној обуци из претходног „живота“.

## Адаптација
По књизи Дигитални угљеник 2018. године урађена је телевизијска серија у продукцији Нетфликса. Серија је због великих измена у радњи, имала лоше критике наручито фанова књиге.
За 2020. годину Нетфликс је најавио другу сезону која је адаптација наредне књиге о Такешију под називом Сломњени анђели.

## Издања
- 2001 Уједињено Краљевство[4],
- 2003 Француска,
- 2003 Пољска,
- 2004 Сједињене Америчке Државе,
- 2004 Италија,
- 2004 Немачка,
- 2005 Шпанија,
- 2006 Мађарска,
- 2006 Хрватска,
- 2007 Финска,
- 2008 Румунија,
- 2008 Португалија,
- 2011 Кина,
- 2013 Србија